# Asakusa-jinja
Asakusa-jinja (浅草神社, ou sanctuaire d'Asakusa), également nommé Sanja-sama (三社様, « sanctuaire des Trois Divinités »), est un sanctuaire shinto situé dans le quartier d'Asakusa, à Tōkyō.

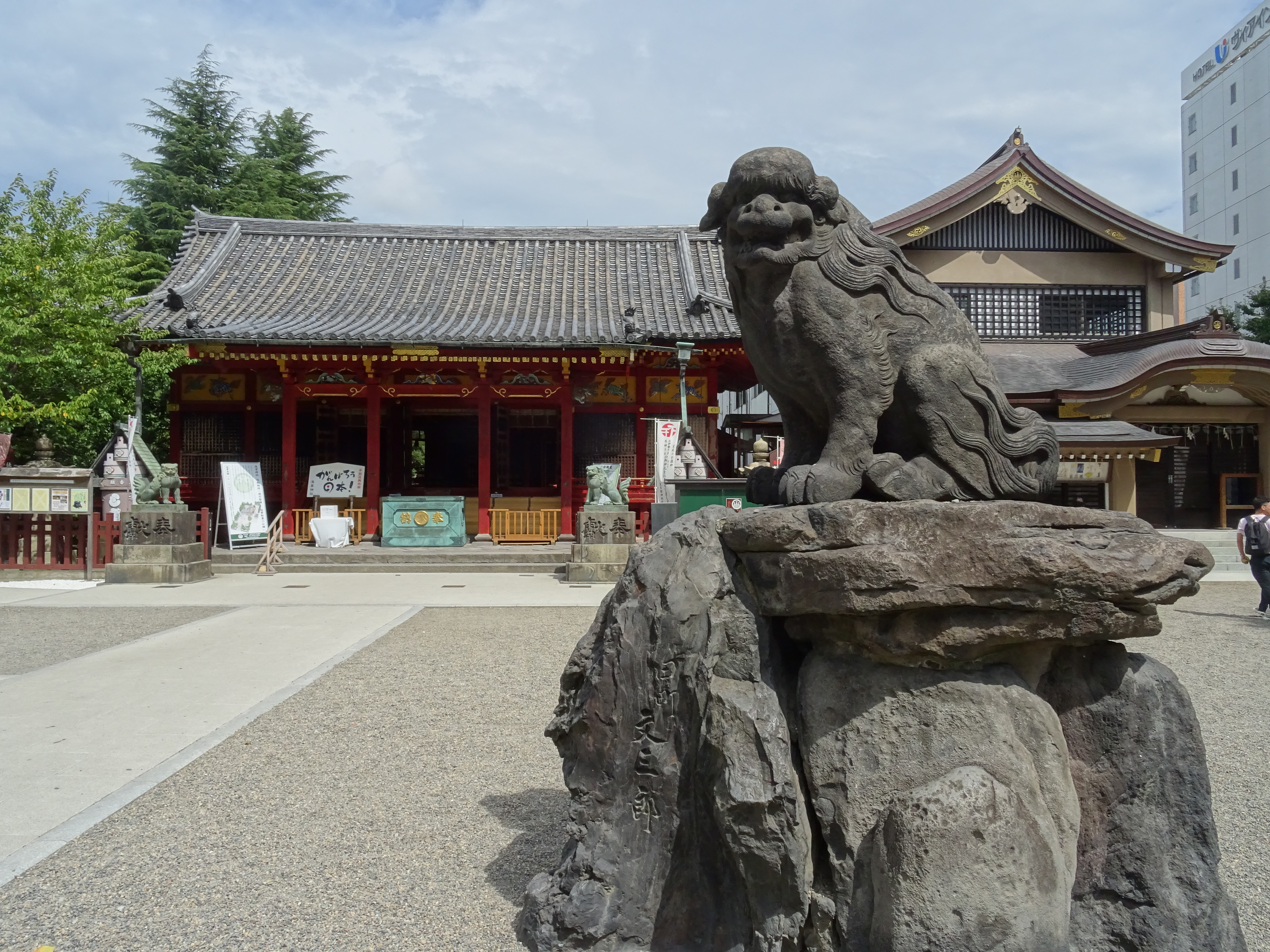
Sanctuaire d'Asakusa.

Édifié en 1649 par le shogun Tokugawa Iemitsu, il est dédié aux trois hommes qui fondèrent le temple Sensō.

## Histoire
La légende rapporte que le 18 mars 628, sous le règne de l'impératrice Suiko (593-628), deux frères, Hamanari et Takenari Hinokuma, pêchant sur la rivière Sumida, trouvèrent dans leurs filets une statue de la déesse Kannon.
Cette découverte parvint aux oreilles du seigneur du village, Haji no Nakamoto, qui vint trouver les deux frères et fit un sermon passionné au Bouddha, la déesse Kannon étant un bodhisattva. Les frères Hinokuma en furent fortement impressionnés et se convertirent ensuite au bouddhisme.
Haji no Nakamoto transforma sa maison en un modeste temple et y place la statue de la déesse Kannon. les trois hommes vouèrent ensuite leur vie à prêcher la voie bouddhiste.
En 645, un prêtre bouddhiste appelé Shokai arriva dans la région et construisit le temple Sensō pour la statue. À la suite d'une révélation dans un rêve, il décida de cacher la statue dans le temple, qui l'est toujours aujourd'hui.
Le temple prospéra, tout comme le quartier d'Asakusa dans lequel il était établi. En 1649, pour rendre hommage aux trois hommes et les élever au rang de divinités, le sanctuaire d'Asakusa fut érigé sur ordre du shogun Tokugawa Iemitsu.
Préservé des bombardements de la Seconde Guerre mondiale, le sanctuaire d'Asakusa a été classé bien culturel important (重要文化財, jūyō bunkazai) par l’administration japonaise en 1951.

## Célébrations
On y célèbre le troisième week-end de mai la Sanja matsuri, qui attire tous les ans entre 1,5 et 2 millions de visiteurs, Japonais ou étrangers.